# السجل العقاري لصاحب الجلالة
السجل العقاري لصاحب الجلالة هو إدارة غير وزارية تابعة لحكومة صاحب الجلالة ، تم إنشاؤها عام 1862 لتسجيل ملكية الأراضي والممتلكات في إنجلترا وويلز .  وهي تقدم تقاريرها إلى إدارة التسوية والإسكان والمجتمعات . 
السجل العقاري لصاحب الجلالة مستقل داخليًا ولا يتلقى أي تمويل حكومي؛ حيث تفرض رسومًا على الطلبات المقدمة من العملاء. رئيس مسجل الأراضي الحالي (والرئيس التنفيذي ) هو سيمون هايز. 
المكتب المعادل في اسكتلندا هو سجلات اسكتلندا . تحتفظ خدمات الأراضي والممتلكات بسجلات خاصة بأيرلندا الشمالية.